# Konstantin Vassilievitch Ivanov
Pour les articles homonymes, voir Ivanov.
Konstantin Vassilievitch Ivanov (en tchouvache : Пăртта Кĕçтентинĕ, en russe : Константин Васильевич Иванов), né le 27 mai 1890 à Slakbach (ru), petit village du gouvernement d'Oufa (de nos jours en Bachkirie), et mort le 26 mars 1915, est un poète russe d'ethnie tchouvache.

## Biographie
Konstantin naît en 1890 dans une famille tchouvache d'ethnie Prtta (tchouvache : Партта), dans une des plus riches familles de la région.
À l'âge de huit ans, il entre à l'école primaire de son village, où il obtient son diplôme en 1902. Puis, grâce à la fortune de son père, il étudie à Simbirsk au centre éducatif central de Tchouvache (en) de 1903 à 1907.
À l'âge de 15-16 ans, Konstantin étudie la littérature, lit beaucoup de littérature russe et occidentale, et s'intéresse à la peinture et à la sculpture.
Le jeune homme, rentrant chez lui pour les vacances, écrit sur la tradition familiale et transcrit les souvenirs de vieillards et de villageois, ainsi que des textes de conspirations et des prières populaires.
Il publie la Marseillaise tchouvache (Lève-toi, oh Tchouvache !) sur les évènements de 1905-1907.
À l'automne 1914, il contracte la tuberculose et rentre chez lui. Il meurt le 13 mars 1915, à l'âge de 24 ans.

## Postérité
Un musée consacré à sa vie et son œuvre a été établi dans le village de Slakbash (ru). 
Le Théâtre académique Tchouvache (en) porte son nom, ainsi qu'une rue à Tcheboksary.

## Autres images

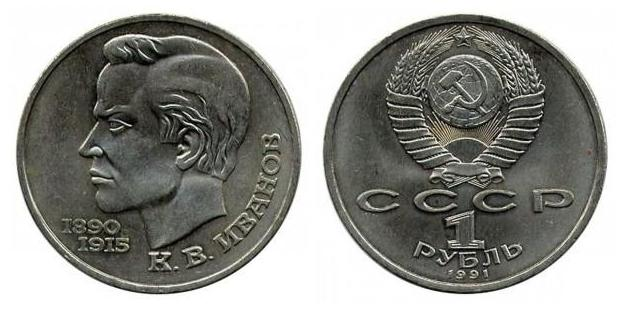
Pièce d'1 rouble de la Banque d'État de l'URSS, émise à l'occasion du centenaire de la naissance de KV Ivanov.